# Grönländische Fußballmeisterschaft 2024
Die Grönländische Fußballmeisterschaft 2024 war die 62. Spielzeit der Grönländische Fußballmeisterschaft.
B-67 Nuuk wurde zum 15. Mal Meister.

## Teilnehmer
Folgende Mannschaften haben an der Meisterschaft teilgenommen. Teilnehmer der Schlussrunde sind fett gedruckt.
- FC Malamuk Uummannaq
- UB-83 Upernavik
- N-85 Narsaq
- FC Aqisseq Kangaatsiaq
- G-44 Qeqertarsuaq
- N-48 Ilulissat
- SAK Sisimiut
- B-67 Nuuk
- IT-79 Nuuk
- Nagtoralik Paamiut
- ATA Tasiilaq
- NÛK

## Modus
Aus finanziellen Gründen wurde bei der diesjährigen Meisterschaft keine Qualifikationsrunde abgehalten, angemeldete Mannschaften qualifizierten sich also automatisch für die Schlussrunde. Die Vereine ATA Tasiilaq und NÛK zogen ihre Teilnahme zurück, bevor die Spiele der Vorrunde geplant waren. FC Malamuk Uummannaq, N-85 Narsaq und Nagtoralik Paamiut sagten ebenfalls ab, weshalb anstelle einiger Spiele Freilose eingesetzt wurden.
Anlässlich des 80-jährigen Bestehens von G-44 wurden die Spiele in Qeqertarsuaq abgehalten.

## Ergebnisse

### Vorrunde
| Pl. | Verein                 | Sp.                     | S                       | U                       | N                       | Tore                    | Punkte                  |                         |
| --- | ---------------------- | ----------------------- | ----------------------- | ----------------------- | ----------------------- | ----------------------- | ----------------------- | ----------------------- |
| 1.  | G-44 Qeqertarsuaq      | 3                       | 2                       | 1                       | 0                       | 013:000                 | 07                      |                         |
| 2.  | IT-79 Nuuk             | 3                       | 2                       | 1                       | 0                       | 007:100                 | 07                      |                         |
| 3.  | UB-83 Upernavik        | 3                       | 1                       | 0                       | 2                       | 003:700                 | 03                      |                         |
| 4.  | FC Aqisseq Kangaatsiaq | 3                       | 0                       | 0                       | 3                       | 002:170                 | 0                       |                         |
|     | N-85 Narsaq            | Teilnahme zurückgezogen | Teilnahme zurückgezogen | Teilnahme zurückgezogen | Teilnahme zurückgezogen | Teilnahme zurückgezogen | Teilnahme zurückgezogen | Teilnahme zurückgezogen |

| Datum          |                        | Ergebnis |                        |
| -------------- | ---------------------- | -------- | ---------------------- |
| 3. August 2024 | G-44 Qeqertarsuaq      | 5:0      | UB-83 Upernavik        |
| 3. August 2024 | FC Aqisseq Kangaatsiaq | 1:6      | IT-79 Nuuk             |
| 5. August 2024 | G-44 Qeqertarsuaq      | 8:0      | FC Aqisseq Kangaatsiaq |
| 5. August 2024 | IT-79 Nuuk             | 1:0      | UB-83 Upernavik        |
| 6. August 2024 | G-44 Qeqertarsuaq      | 0:0      | IT-79 Nuuk             |
| 6. August 2024 | FC Aqisseq Kangaatsiaq | 1:3      | UB-83 Upernavik        |

| Pl. | Verein               | Sp.                     | S                       | U                       | N                       | Tore                    | Punkte                  |                         |
| --- | -------------------- | ----------------------- | ----------------------- | ----------------------- | ----------------------- | ----------------------- | ----------------------- | ----------------------- |
| 1.  | B-67 Nuuk            | 2                       | 1                       | 1                       | 0                       | 014:100                 | 04                      |                         |
| 2.  | N-48 Ilulissat       | 2                       | 1                       | 1                       | 0                       | 009:100                 | 04                      |                         |
| 3.  | SAK Sisimiut         | 2                       | 0                       | 0                       | 2                       | 000:210                 | 0                       |                         |
|     | FC Malamuk Uummannaq | Teilnahme zurückgezogen | Teilnahme zurückgezogen | Teilnahme zurückgezogen | Teilnahme zurückgezogen | Teilnahme zurückgezogen | Teilnahme zurückgezogen | Teilnahme zurückgezogen |
|     | Nagtoralik Paamiut   | Teilnahme zurückgezogen | Teilnahme zurückgezogen | Teilnahme zurückgezogen | Teilnahme zurückgezogen | Teilnahme zurückgezogen | Teilnahme zurückgezogen | Teilnahme zurückgezogen |

| Datum          |                | Ergebnis |              |
| -------------- | -------------- | -------- | ------------ |
| 3. August 2024 | N-48 Ilulissat | 8:0      | SAK Sisimiut |
| 3. August 2024 | B-67 Nuuk      |          | Freilos      |
| 5. August 2024 | SAK Sisimiut   | 00:13    | B-67 Nuuk    |
| 5. August 2024 | N-48 Ilulissat |          | Freilos      |
| 6. August 2024 | N-48 Ilulissat | 1:1      | B-67 Nuuk    |
| 6. August 2024 | SAK Sisimiut   |          | Freilos      |

### Platzierungsspiele

#### Halbfinale
| Datum          |                   | Ergebnis |                        |
| -------------- | ----------------- | -------- | ---------------------- |
| 8. August 2024 | SAK Sisimiut      | 4:3      | FC Aqisseq Kangaatsiaq |
|                | UB-83             |          | Freilos                |
| 8. August 2024 | B-67 Nuuk         | 6:0      | IT-79 Nuuk             |
| 8. August 2024 | G-44 Qeqertarsuaq | 0:2      | N-48 Ilulissat         |

#### Spiel um Platz 5
| Datum           |                 | Ergebnis |              |
| --------------- | --------------- | -------- | ------------ |
| 10. August 2024 | UB-83 Upernavik | 0:2      | SAK Sisimiut |

#### Spiel um Platz 3
| Datum           |                   | Ergebnis |            |
| --------------- | ----------------- | -------- | ---------- |
| 10. August 2024 | G-44 Qeqertarsuaq | 1:2      | IT-79 Nuuk |

#### Finale
| Datum           |           | Ergebnis |                |
| --------------- | --------- | -------- | -------------- |
| 10. August 2024 | B-67 Nuuk | 3:1      | N-48 Ilulissat |